# Juliusz Janusz
Juliusz Janusz, rimskokatoliški duhovnik, škof in apostolski nuncij. * 17. marec 1944, Łyczana, Poljska.
Med letoma 2011 in 2028 je bil apostolski nuncij v Republiki Sloveniji.

## Življenje in delo
Rodil se je na Poljskem 17. marca 1944. Posvečenje je prejel 19. marca 1967. Bil je duhovnik nadškofije v Krakovu. Na Papeški cerkveni akademiji je diplomiral iz kanonskega prava. Leta 1973 je postal diplomat Svetega sedeža. Delal je na apostolskih nunciaturah na Tajskem, v Skandinaviji, Nemčiji, v Braziliji, na Nizozemskem in na Madžarskem.
25. avgusta 1992 je bil imenovan za odpravnika poslov na Kitajskem. 25. marca 1995 je bil imenovan za naslovnega škofa Caorle in apostolskega nuncija v Ruandi.
V škofa je bil posvečen 8. maja 1995. 26. septembra 1998 je bil imenovan za nuncija v Mozambiku. 9. aprila 2003 je bil imenovan za nuncija na Madžarskem.
10. februarja 2011 ga je papež Benedikt XVI. imenoval za apostolskega nuncija v Republiki Sloveniji s funkcijo apostolskega delegata na Kosovu. Na položaju je bil do 21. september 2018, ko se je upokojil.